# Angerville-Bailleul
Pour les articles homonymes, voir Angerville et Bailleul.
Angerville-Bailleul est une commune française située dans le département de la Seine-Maritime en région Normandie.

## Géographie

### Description
Commune du pays de Caux, Angerville-Bailleul est située dans le canton de Saint-Romain-de-Colbosc.

### Communes limitrophes
| Annouville-Vilmesnil |                     | Daubeuf-Serville       |
|                      | Angerville-Bailleul | Bénarville             |
| Grainville-Ymauville | Gonfreville-Caillot | Saint-Maclou-la-Brière |

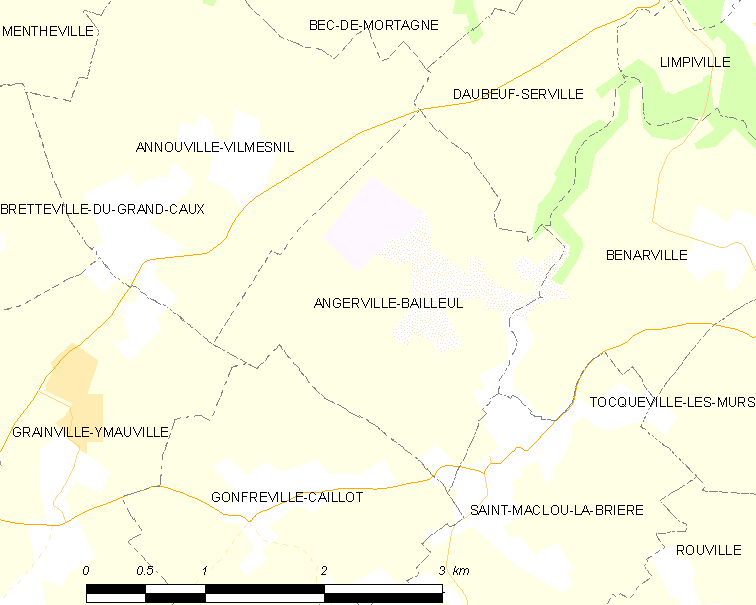
Carte de la commune.
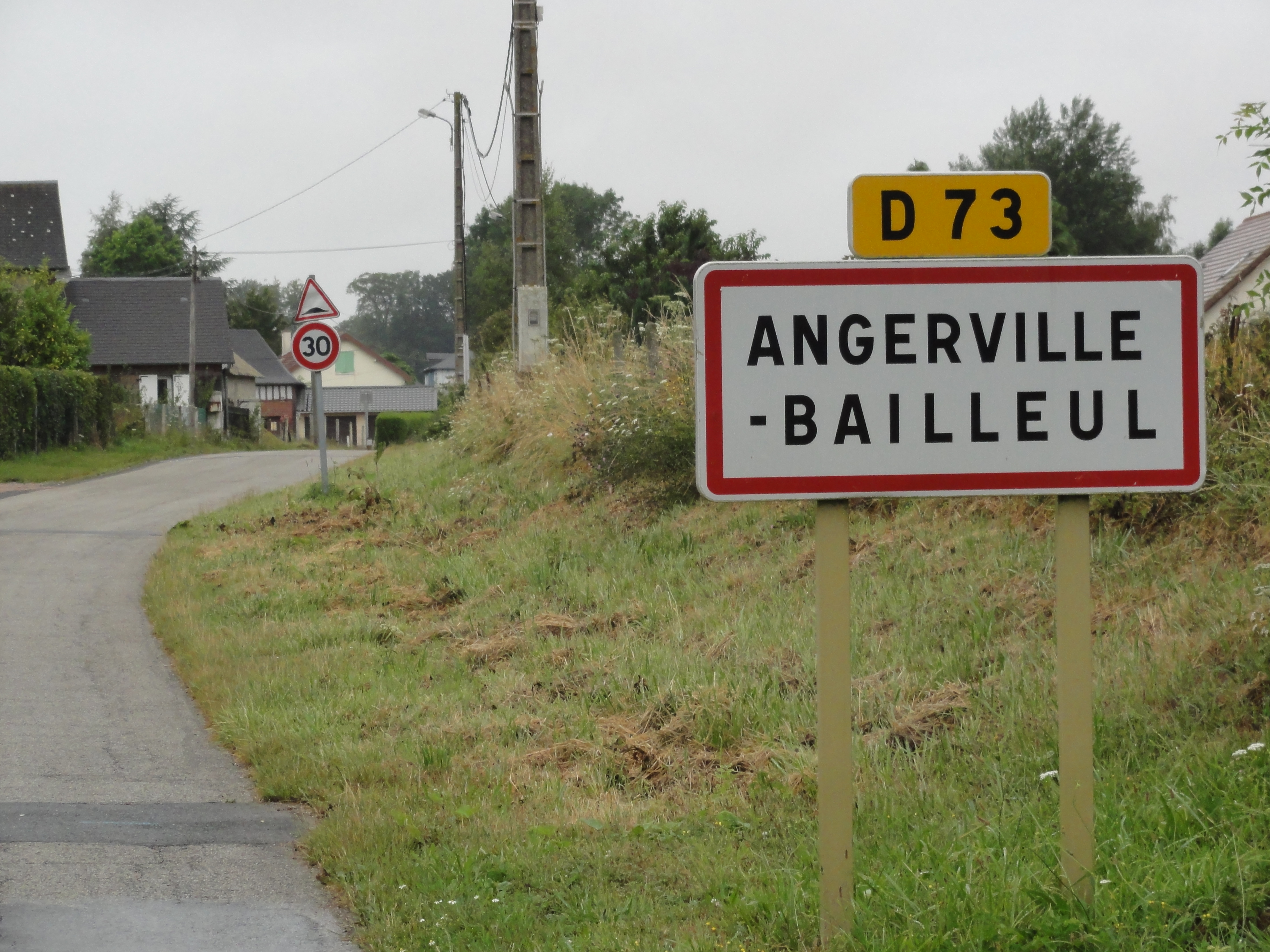
Entrée d'Angerville-Bailleul.
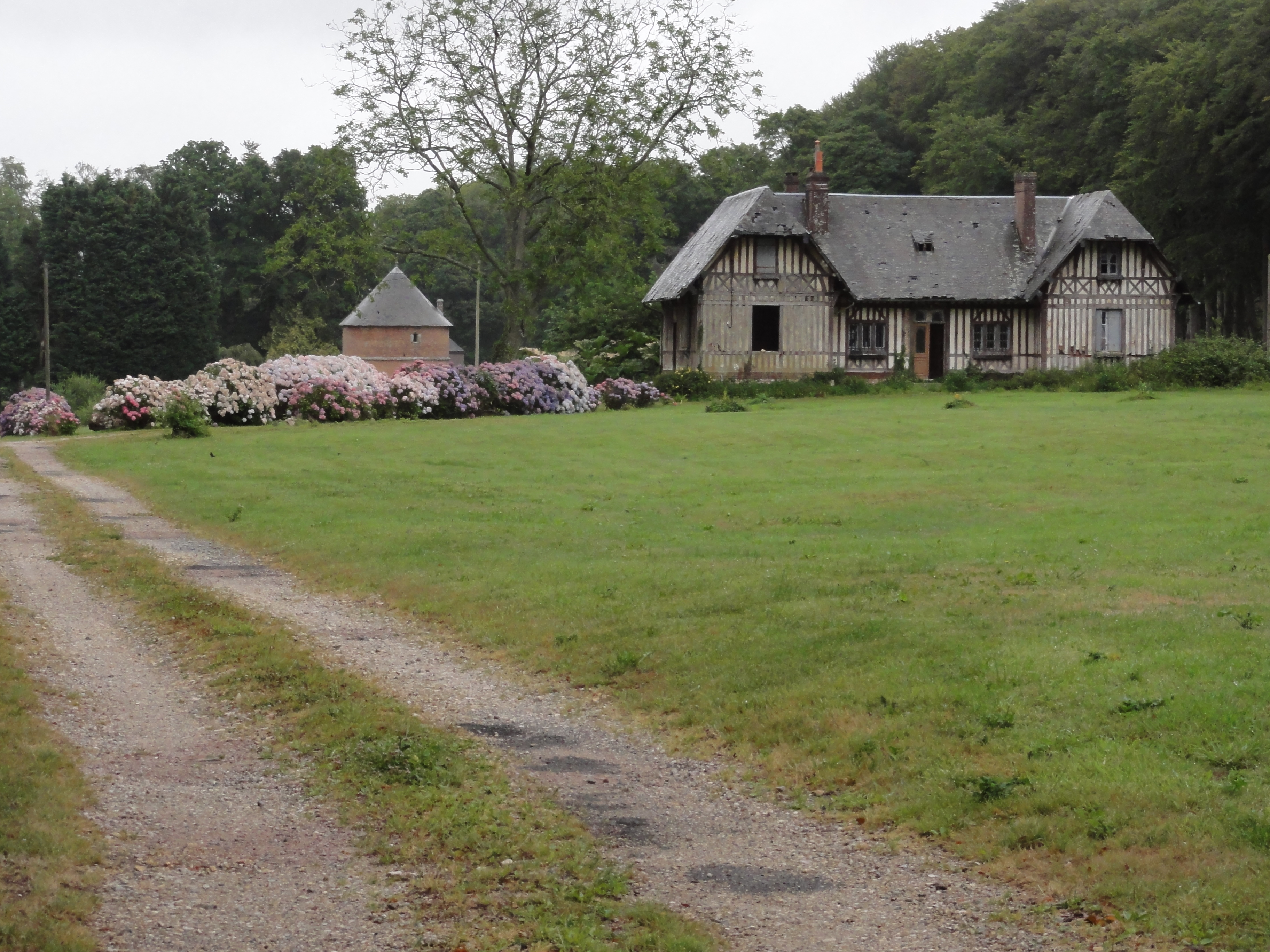
Ferme du château de Bailleul.

### Hydrographie
La commune est située dans le bassin Seine-Normandie. Elle n'est drainée par aucun cours d'eau.

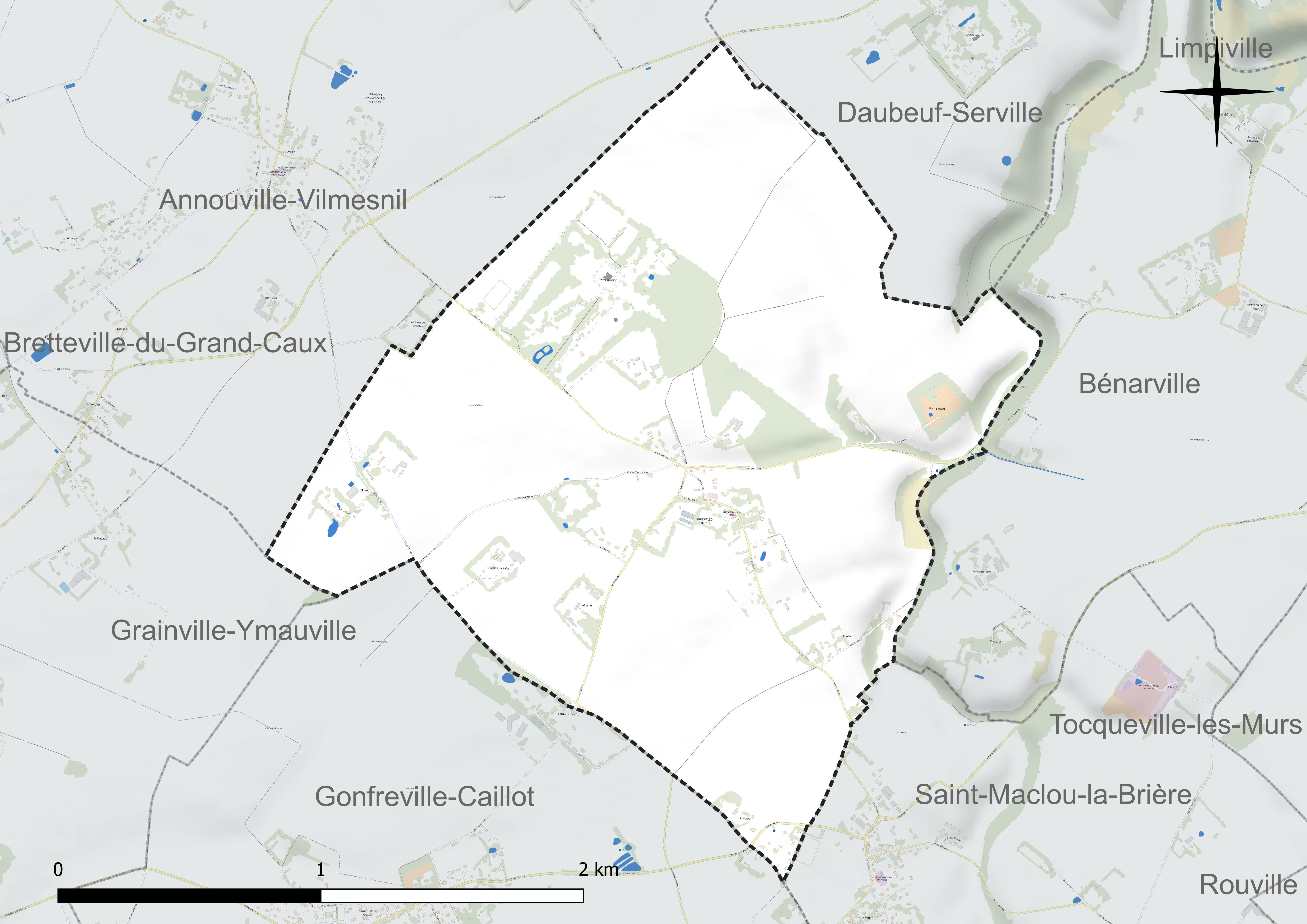
Réseau hydrographique d'Angerville-Bailleul.

### Climat
Pour des articles plus généraux, voir Climat de la Normandie et Climat de la Seine-Maritime.
En 2010, le climat de la commune est de type climat océanique franc, selon une étude du CNRS s'appuyant sur une série de données couvrant la période 1971-2000. En 2020, Météo-France publie une typologie des climats de la France métropolitaine dans laquelle la commune est exposée à un climat océanique et est dans la région climatique Côtes de la Manche orientale, caractérisée par un faible ensoleillement (1 550 h/an) ; forte humidité de l’air (plus de 20 h/jour avec humidité relative > 80 % en hiver), vents forts fréquents. Parallèlement le GIEC normand, un groupe régional d’experts sur le climat, différencie quant à lui, dans une étude de 2020, trois grands types de climats pour la région Normandie, nuancés à une échelle plus fine par les facteurs géographiques locaux. La commune est, selon ce zonage, exposée à un « climat maritime », correspondant au Pays de Caux, frais, humide et pluvieux, légèrement plus frais que dans le Cotentin.
Pour la période 1971-2000, la température annuelle moyenne est de 10,4 °C, avec une amplitude thermique annuelle de 13,3 °C. Le cumul annuel moyen de précipitations est de 958 mm, avec 13,8 jours de précipitations en janvier et 9 jours en juillet. Pour la période 1991-2020, la température moyenne annuelle observée sur la station météorologique la plus proche, située sur la commune de Petiville à 25 km à vol d'oiseau, est de 12,0 °C et le cumul annuel moyen de précipitations est de 844,9 mm,. Pour l'avenir, les paramètres climatiques de la commune estimés pour 2050 selon différents scénarios d’émission de gaz à effet de serre sont consultables sur un site dédié publié par Météo-France en novembre 2022.

## Urbanisme

### Typologie
Au 1er janvier 2024, Angerville-Bailleul est catégorisée commune rurale à habitat dispersé, selon la nouvelle grille communale de densité à sept niveaux définie par l'Insee en 2022.
Elle est située hors unité urbaine. Par ailleurs la commune fait partie de l'aire d'attraction du Havre, dont elle est une commune de la couronne,. Cette aire, qui regroupe 116 communes, est catégorisée dans les aires de 200 000 à moins de 700 000 habitants,.

### Occupation des sols
L'occupation des sols de la commune, telle qu'elle ressort de la base de données européenne d’occupation biophysique des sols Corine Land Cover (CLC), est marquée par l'importance des territoires agricoles (92,6 % en 2018), une proportion identique à celle de 1990 (92,6 %). La répartition détaillée en 2018 est la suivante : 
terres arables (75,2 %), zones agricoles hétérogènes (14,7 %), espaces verts artificialisés, non agricoles (7,3 %), prairies (2,8 %), forêts (0,1 %). L'évolution de l’occupation des sols de la commune et de ses infrastructures peut être observée sur les différentes représentations cartographiques du territoire : la carte de Cassini (XVIIIe siècle), la carte d'état-major (1820-1866) et les cartes ou photos aériennes de l'IGN pour la période actuelle (1950 à aujourd'hui).

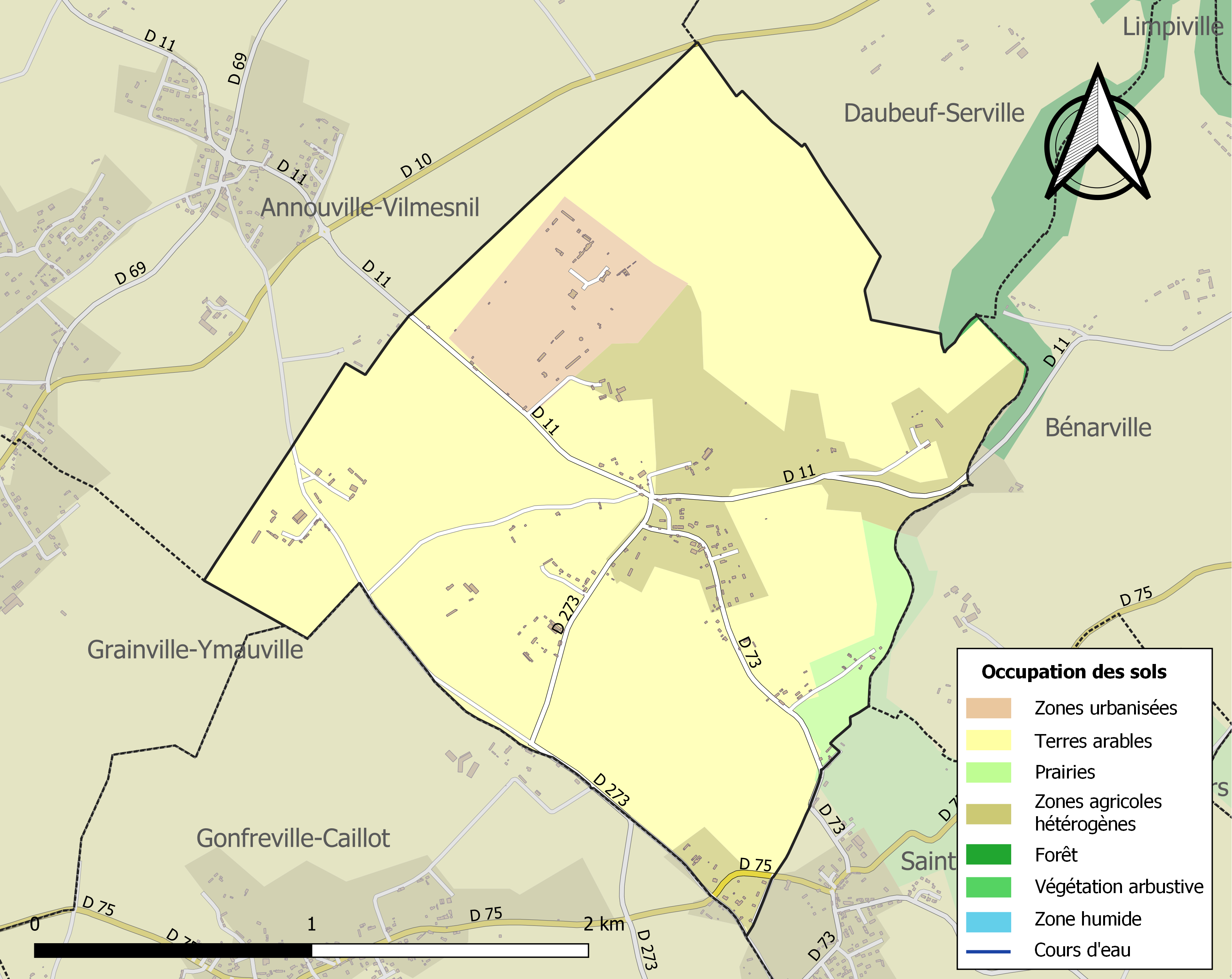
Carte des infrastructures et de l'occupation des sols de la commune en 2018 (CLC).

### Habitat et logement
En 2018, le nombre total de logements dans la commune était de 90, alors qu'il était de 90 en 2013 et de 84 en 2008.
Parmi ces logements, 85,6 % étaient des résidences principales, 4,8 % des résidences secondaires et 9,6 % des logements vacants. Ces logements étaient pour 97,7 % d'entre eux des maisons individuelles et pour 1,1 % des appartements.
Le tableau ci-dessous présente la typologie des logements à Angerville-Bailleul en 2018 en comparaison avec celle de la Seine-Maritime et de la France entière. Une caractéristique marquante du parc de logements est ainsi une proportion de résidences secondaires et logements occasionnels (4,8 %) supérieure à celle du département (3,9 %) et à celle de la France entière (9,7 %). Concernant le statut d'occupation de ces logements, 85,5 % des habitants de la commune sont propriétaires de leur logement (83,8 % en 2013), contre 53 % pour la Seine-Maritime et 57,5 pour la France entière.
| Typologie                                               | Angerville-Bailleul | Seine-Maritime | France entière |
| ------------------------------------------------------- | ------------------- | -------------- | -------------- |
| Résidences principales (en %)                           | 85,6                | 88             | 82,1           |
| Résidences secondaires et logements occasionnels (en %) | 4,8                 | 3,9            | 9,7            |
| Logements vacants (en %)                                | 9,6                 | 8,1            | 8,2            |

## Toponymie
Le nom de la localité est attesté sous les formes Anserivilla en 1213 (Archives départementales de la Seine-Maritime, 7 H), Anserevilla en 1226 (Arch. S.-M. 19 H), Anserivilla en 1246 (Arch. S.-M. 19 H), de Ansrevilla en 1245 (Arch. S.-M. H fds. Hôtel-Dieu de Rouen), Anserevilla vers 1240 (H. Fr. xxiii, 288), de Anserevilla en 1252 (Bonnin 135), de Angerevilla en 1272 (Arch. S.-M. G 1653), de Anserevilla en 1277 (Arch. S.-M. 19 H cart. de Valmont f. 217), Anseriesvile en 1291 (Arch. S.-M. 7 H)Anseredivilla à la fin du XIIe siècle  (Arch. S.-M. 7 H), Anserevilla en 1319, Anserville en 1567 (Arch. S.-M. G 3267, 3269), Saint Mart d'Ansereville en 1327 (Arch. S.-M. G 1653), Anserevilla en 1376 (Arch. S.-M. G 1653), Anzereville ou Auzereville en 1396 (Arch. nat. P. 284. 1. 80 ; P. 303, 66 et 324), Anservilla en 1434 (Arch. S.-M. G 9435), Anserville en Caux en 1489 (Arch. S.-M. tab. Rouen reg. 20 f. 362), Sanctus Medardus de Anservilla au XVIe siècle (Arch. S.-M. G 1653), Anzerville en 1577, Anzerville-Bailleul en 1633 (Arch. S.-M. E fds. Desmares), Angerville-Bailleul 1738 (Pouillés), Saint-Médard d'Angerville-Bailleul 1713 (Arch. S.-M. G 737), Angerville-Bailleul en 1757 (Cassini), Anzerville-Bailleul en 1772 (Arch. S.-M. E fds. Tancarville), Angerville-Bailleul en 1953 (Nom.).
Angerville : Il s'agit d'une formation toponymique en -ville au sens ancien de « domaine rural ». Le premier élément s'explique par un anthroponyme d'origine germanique. Dans le cas présent, il s'agit d’Anseredus, dont dérive le nom de famille Anzeray, fréquent en Normandie.
Bailleul : Ce toponyme est issu du latin balliculum (« palissade ») et du suffixe diminutif -eolum de présence, il dérive de l'ancien français baille « clôture, barrière », désignant un endroit clos.
Au cours de la Révolution française, la commune porte provisoirement le nom de La Plantée,.

## Politique et administration
| Période                                  | Période                    | Identité           | Étiquette | Qualité                                  |
| ---------------------------------------- | -------------------------- | ------------------ | --------- | ---------------------------------------- |
| Les données manquantes sont à compléter. |                            |                    |           |                                          |
| mars 2001                                | mars 2008                  | Michel Roussel     | SE        |                                          |
| mars 2008                                | En cours (au 10 août 2020) | Huguette Lesauvage | DVG       | Employée Réélue pour le mandat 2020-2026 |

## Équipements et services publics
- Salle polyvalente.
- Terrain multisports.

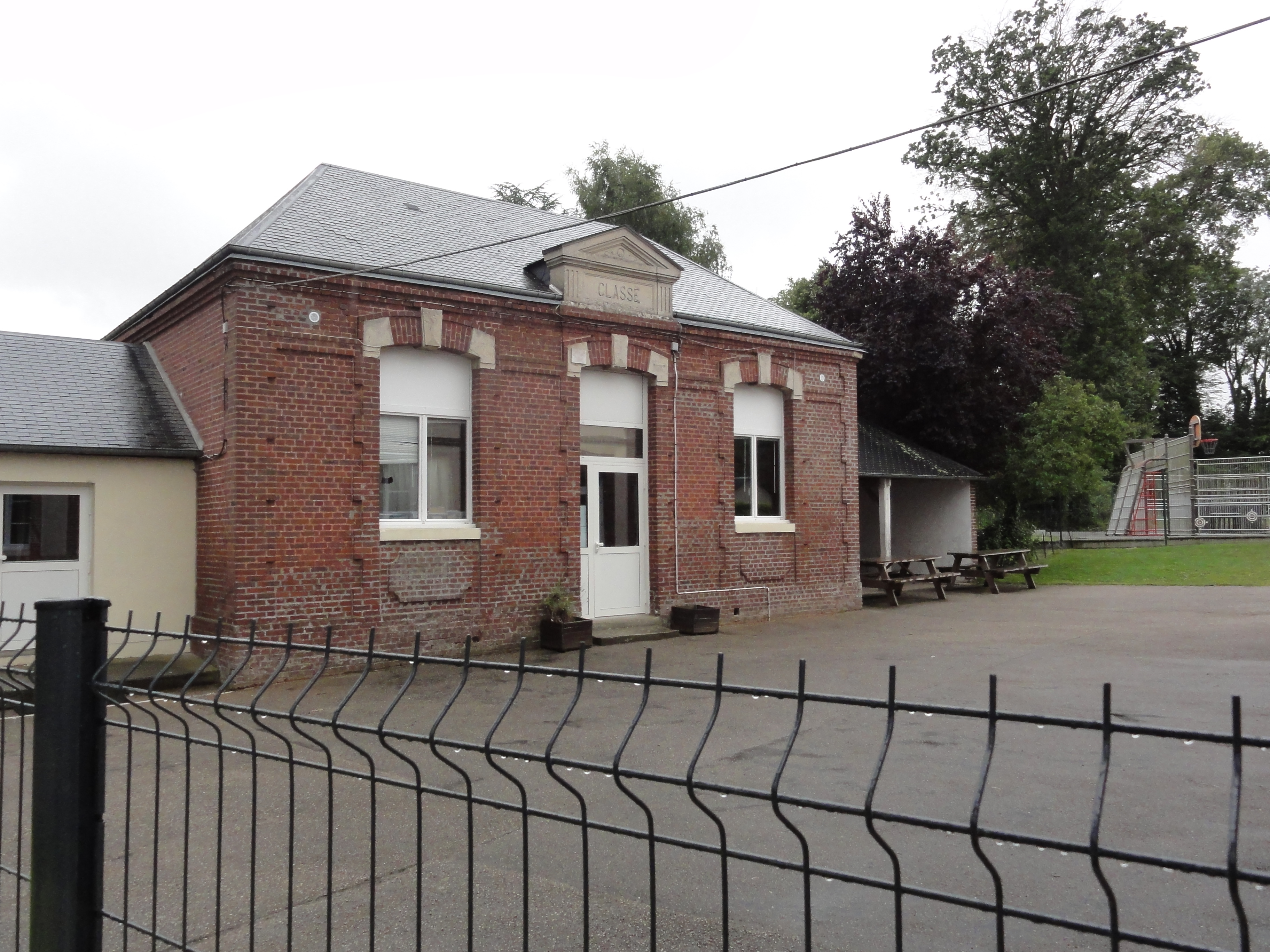
L'école.
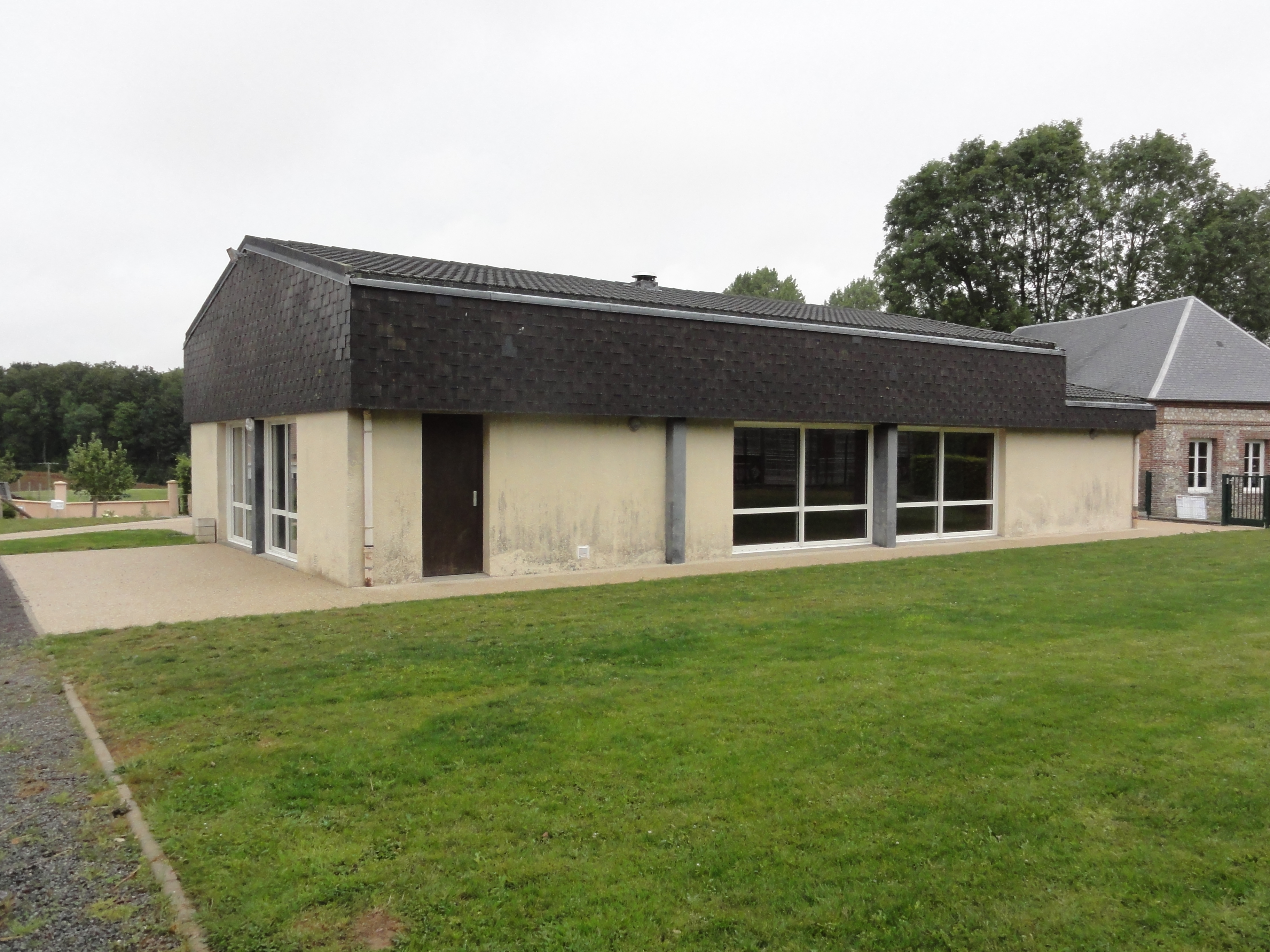
La salle polyvalente.
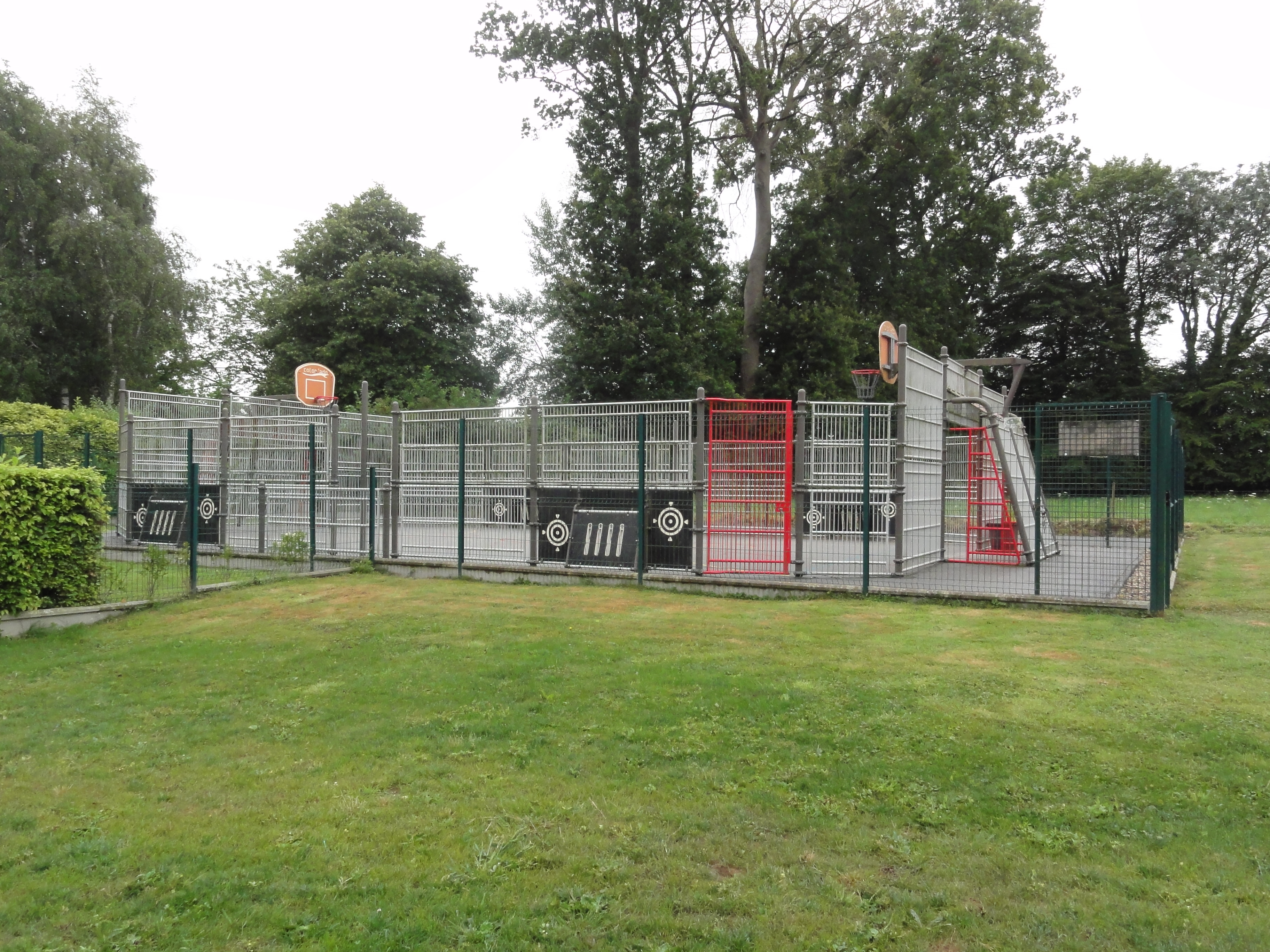
Le terrain multisports.

## Démographie
L'évolution du nombre d'habitants est connue à travers les recensements de la population effectués dans la commune depuis 1793. Pour les communes de moins de 10 000 habitants, une enquête de recensement portant sur toute la population est réalisée tous les cinq ans, les populations de référence des années intermédiaires étant quant à elles estimées par interpolation ou extrapolation. Pour la commune, le premier recensement exhaustif entrant dans le cadre du nouveau dispositif a été réalisé en 2004.

En 2022, la commune comptait 184 habitants, en évolution de −5,15 % par rapport à 2016 (Seine-Maritime : +0,35 %, France hors Mayotte : +2,11 %).
| 1793 | 1800 | 1806 | 1821 | 1831 | 1836 | 1841 | 1846 | 1851 |
| ---- | ---- | ---- | ---- | ---- | ---- | ---- | ---- | ---- |
| 293  | 290  | 290  | 304  | 328  | 338  | 343  | 340  | 345  |

| 1856 | 1861 | 1866 | 1872 | 1876 | 1881 | 1886 | 1891 | 1896 |
| ---- | ---- | ---- | ---- | ---- | ---- | ---- | ---- | ---- |
| 330  | 315  | 341  | 343  | 322  | 287  | 284  | 283  | 253  |

| 1901 | 1906 | 1911 | 1921 | 1926 | 1931 | 1936 | 1946 | 1954 |
| ---- | ---- | ---- | ---- | ---- | ---- | ---- | ---- | ---- |
| 287  | 281  | 308  | 264  | 230  | 218  | 224  | 268  | 263  |

| 1962 | 1968 | 1975 | 1982 | 1990 | 1999 | 2004 | 2006 | 2009 |
| ---- | ---- | ---- | ---- | ---- | ---- | ---- | ---- | ---- |
| 245  | 196  | 192  | 189  | 212  | 203  | 190  | 181  | 211  |

| 2014 | 2019 | 2022 | - | - | - | - | - | - |
| ---- | ---- | ---- | - | - | - | - | - | - |
| 197  | 185  | 184  | - | - | - | - | - | - |

## Culture locale et patrimoine

### Lieux et monuments
- Église Saint-Médard d'Angerville-Bailleul.

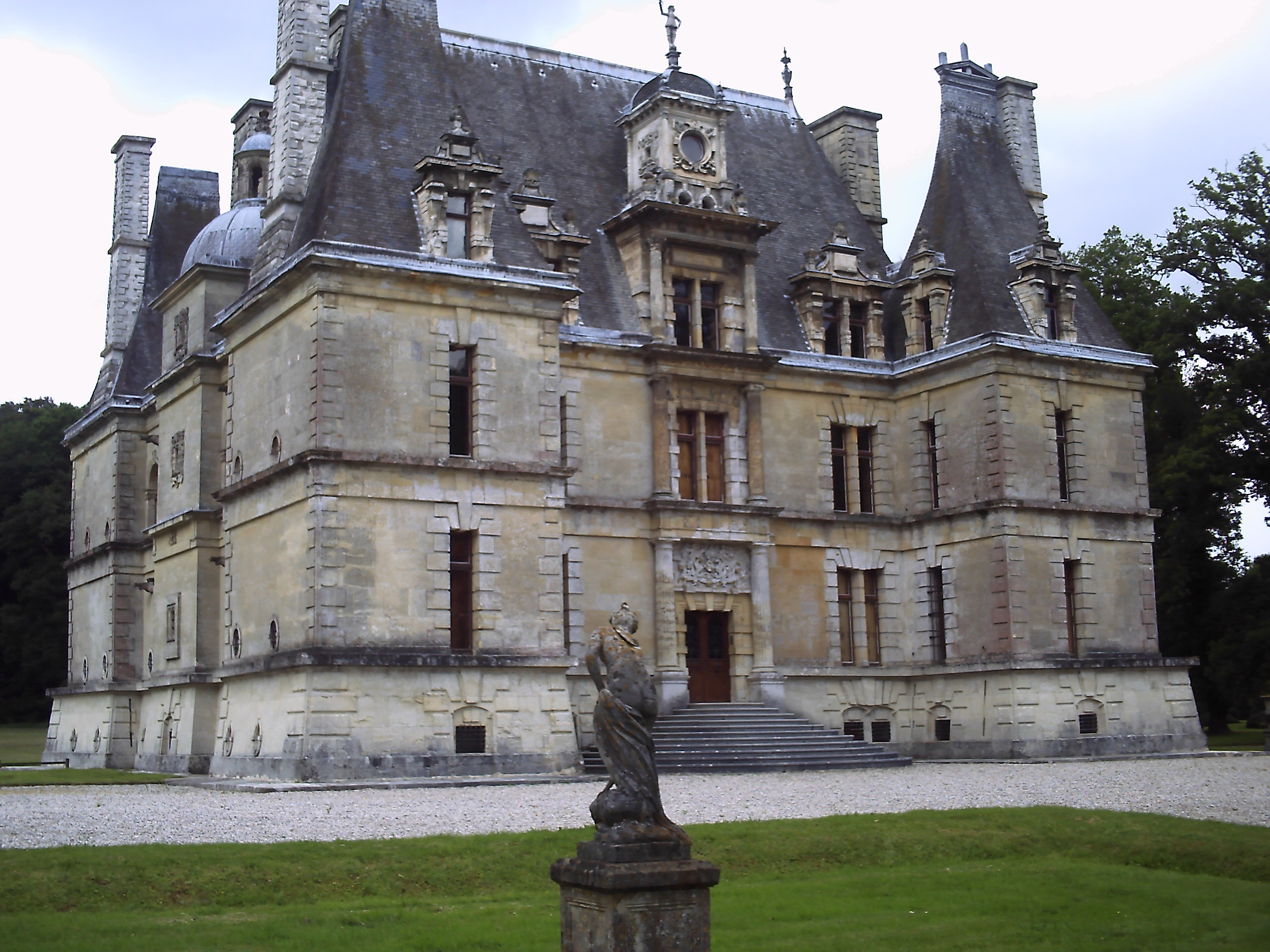
Château de Bailleul.

- Château de Bailleul : demeure Renaissance construite en 1543 par Bertrand de Bailleul et appartenant toujours aujourd'hui à ses descendants. Dans le parc, alignements de hêtres, grange dîmière et vestiges d'une rampe de lancement de V1 de la Seconde Guerre mondiale. Il est inscrit et classé aux monuments historiques[20].
- Monument aux morts surmonté d'une Croix de guerre.

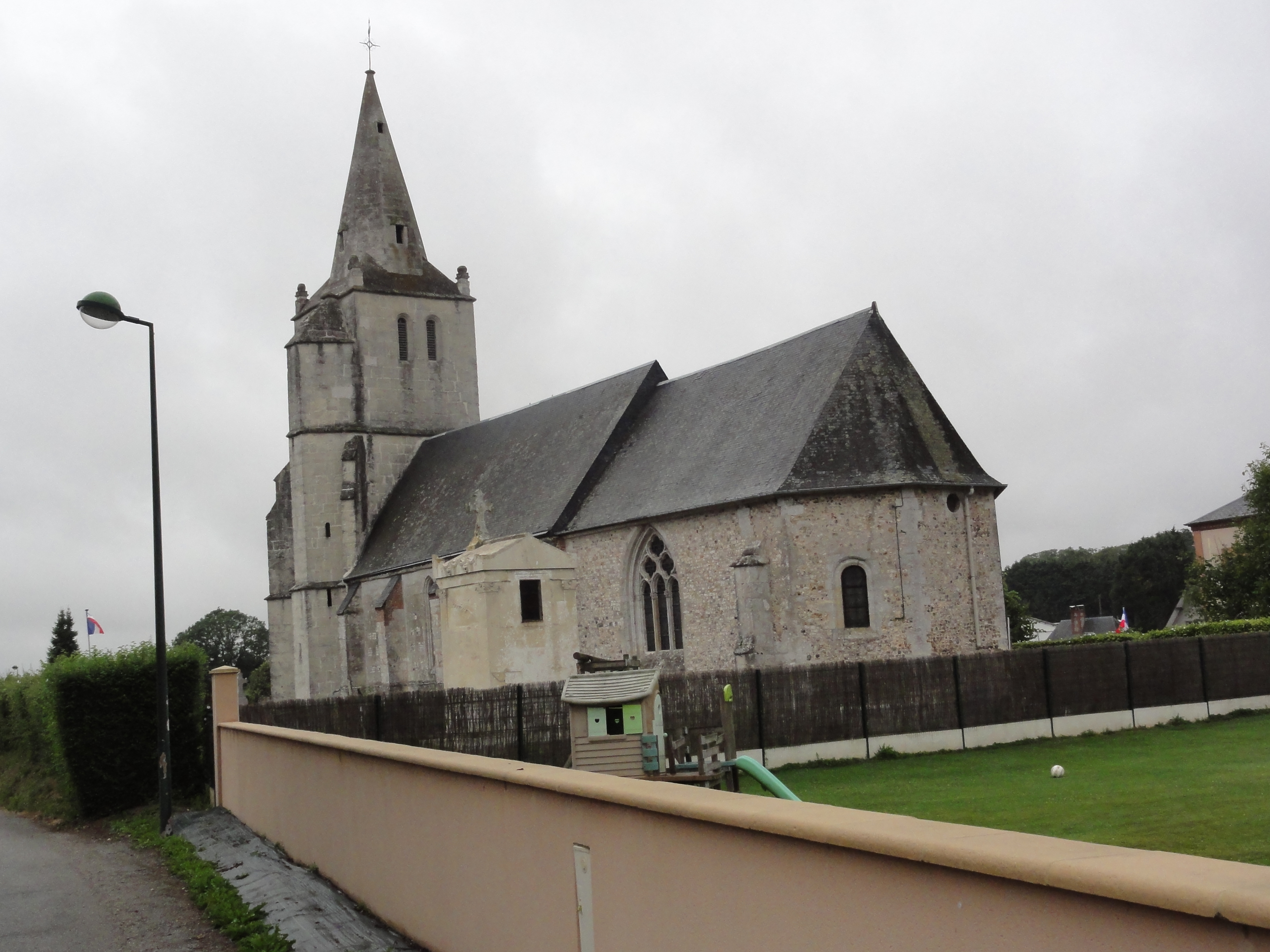
Église Saint-Médard.
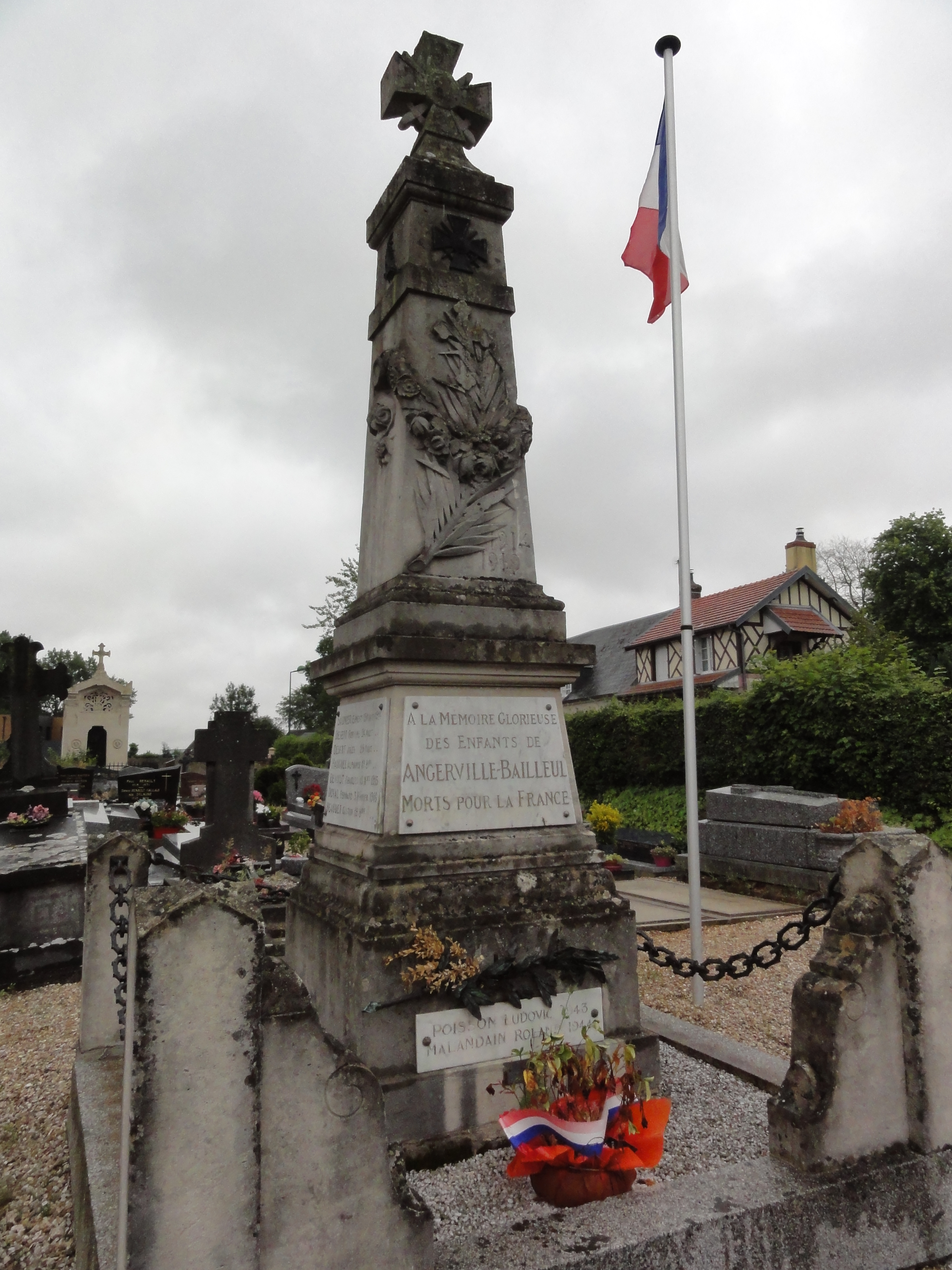
Monument aux morts.
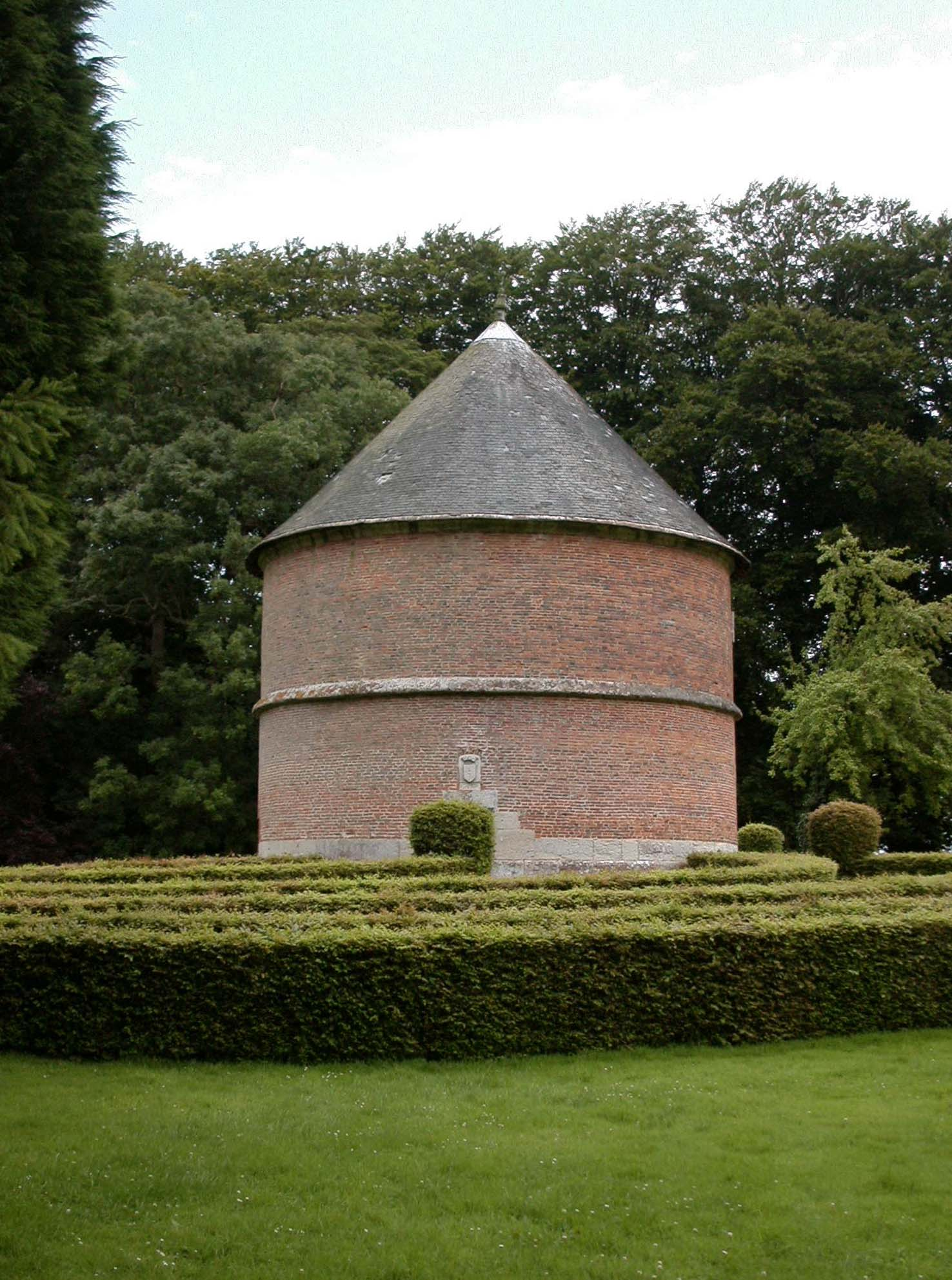
Colombier du château de Bailleul.
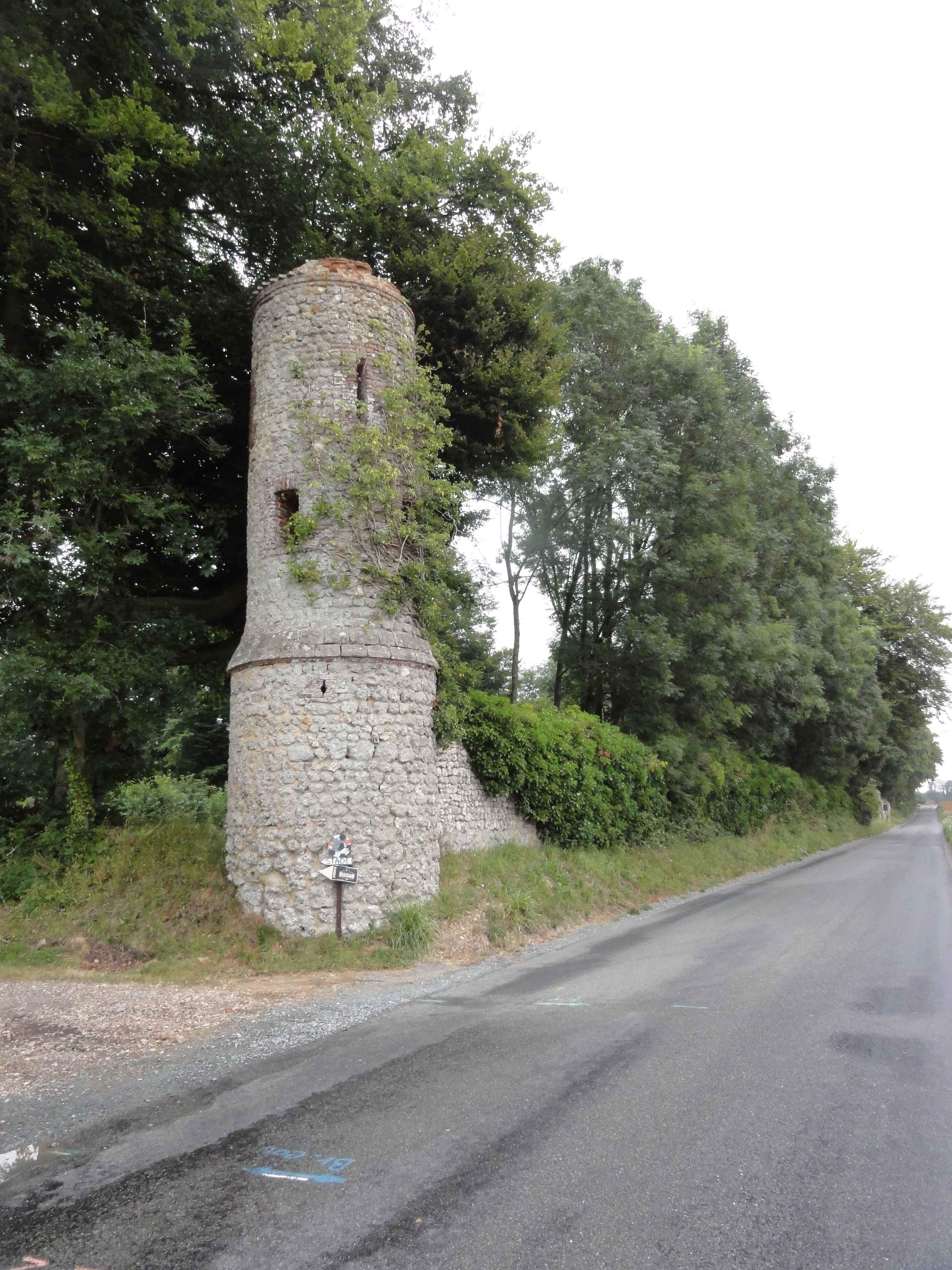
Tour d'angle du domaine de Bailleul.

### Personnalités liées à la commune
- Nicolas de Bailleul, président du Grand Conseil, chancelier de la reine Anne d'Autriche, et surintendant des Finances de 1643 à 1647.